# Trzebina
Trzebina (niem. Kunzendorf, cz. Kunčice) – wieś (dawniej miasto) w Polsce położona w województwie opolskim, w powiecie prudnickim, w gminie Lubrza. Historycznie leży na Górnym Śląsku, na ziemi prudnickiej. Położona jest na pograniczu Gór Opawskich i Przedgórza Głuchołasko-Prudnickiego.
Częścią wsi jest Skrobacz.
We wsi ma swoją siedzibę leśnictwo Trzebina, które należy do nadleśnictwa Prudnik (obręb Prudnik).

## Geografia

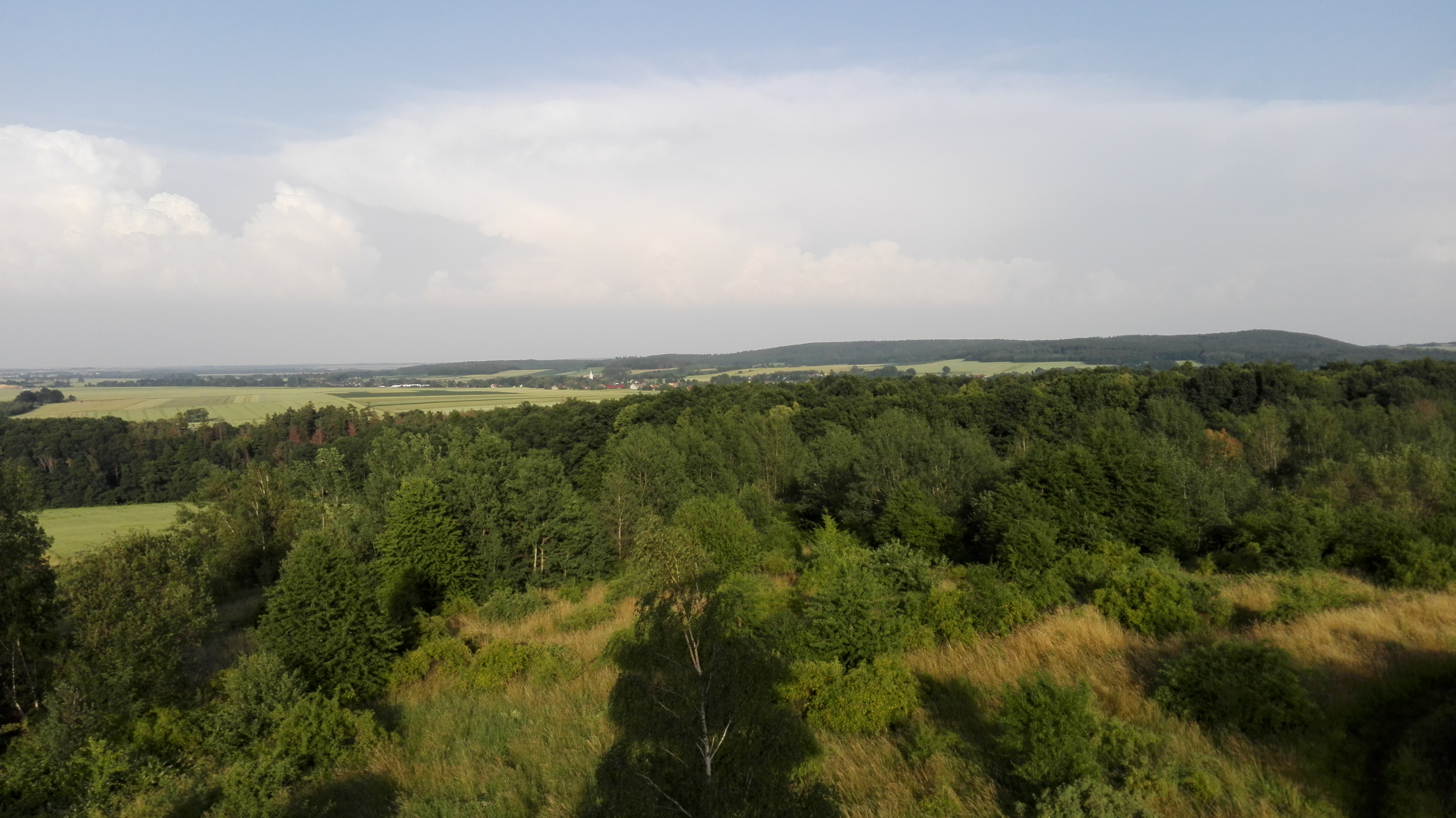
Panorama Trzebiny z wieży widokowej na Koziej Górze

Wieś leży na wysokości 260 m n.p.m., na ziemi prudnickiej, w dolinie Trzebinieckiego Potoku, który po czeskiej stronie granicy nosi nazwę Hraniční potok. Dolina ta oddziela dwie części Gór Opawskich – masywu Długoty i masywu Lipowca. Do 26 lutego 1959 terytorium Czech wrzynało się w terytorium polskie na wschód od należącego do drugiego masywu szczytu Gajnej (Wężowej). Wieś leży nieopodal Prudnika. Wieś jest łańcuchówką nie leży jednak przy drodze krajowej, lecz na równoległej do niej lokalnej drodze położonej na wschód.

## Nazwa
Do 1945 miejscowość nosiła niemiecką nazwę Kunzendorf. W Spisie miejscowości województwa śląsko-dąbrowskiego łącznie z obszarem ziem odzyskanych Śląska Opolskiego wydanym w Katowicach w 1946 wieś wymieniona jest pod polską nazwą Kończyce. 12 listopada 1946 nadano miejscowości nazwę Trzebina.

## Historia

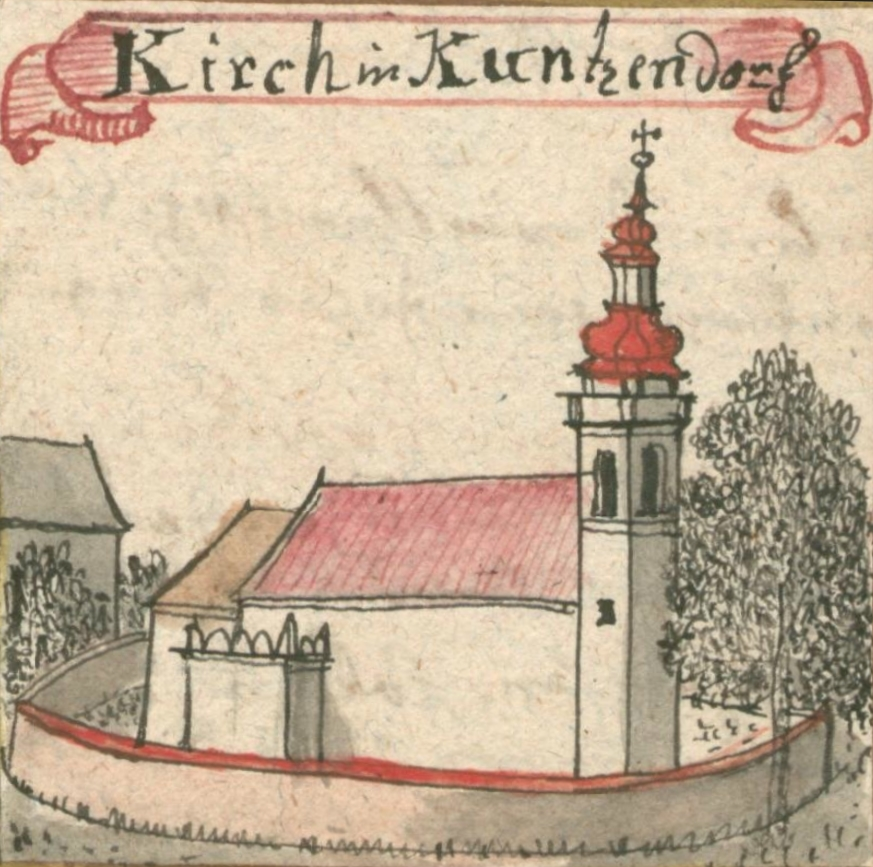
Rysunek kościoła w XVIII w. autorstwa Friedricha Bernharda Wernera

Wieś została założona w drugiej połowie XIII wieku. Pierwsza wzmianka o Trzebinie pochodzi z 1362. Wieś była położona na szlaku handlowym biegnącym z Wrocławia przez Brzeg i Grodków do Nysy, a później do Prudnika i przez Trzebinę do Opawy, a dalej przez Bramę Morawską na Morawy. W XV wieku należała do rodu Elsterberg, który posiadał liczne majątki w okolicach Prudnika. W dokumentach księcia głogówecko-prudnickiego Bolka V z 1448 pojawia się Kunze Elsterberg z Trzebiny.

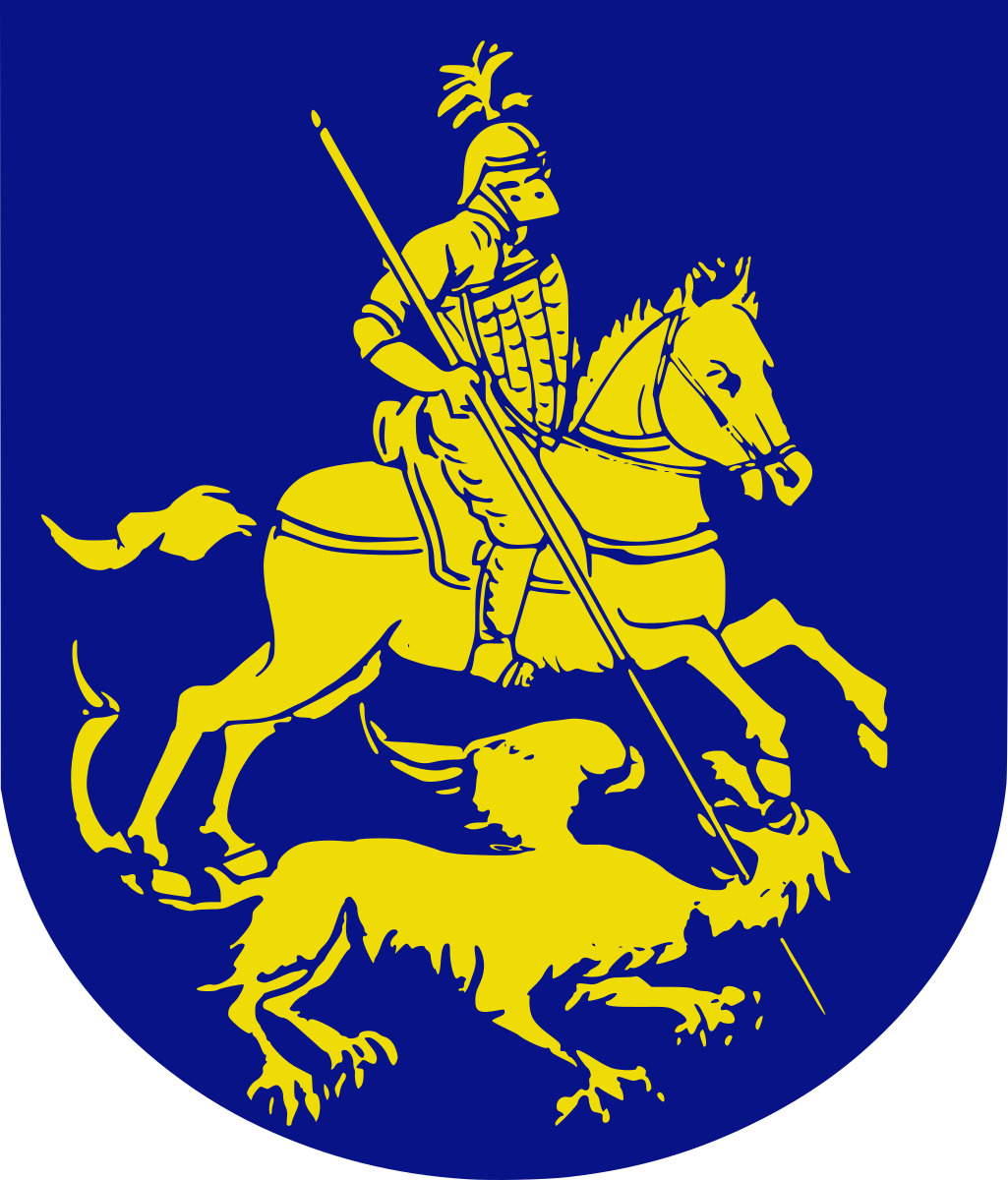
Dawny herb Trzebiny

W XVI wieku wieś należała do rodu Kottulinskich. Ich panowanie było okresem szybkiego rozwoju miejscowości. W 1542 Trzebina otrzymała od króla Ferdynanda Habsburga lokację miejską. W 1559 baron Adom Kottulinski wydał córkę Katarzynę za Krzysztofa von Wachtel, który następnie otrzymał Trzebinę. Od jego nazwiska Trzebinę zaczęto nazywać Wachtel-Kunzendorf. W 1631 został jej odebrany status miasta. Miejscowość należała do Wachtlów do 1670, kiedy to Helena Polixena Schmeskal, wdowa po Janie Krzysztofie Wachtlu, zapisała go zakonowi bożogrobców z Nysy.
Do niedawna sądzono, że miejscowy zamek został wzniesiony w XVI wieku przez rodzinę Wachtlów. Nowe światło na początki założenia dały badania architektoniczne Andrzeja Legendziewicza z 2006, które datują powstanie dworu na XV wiek.

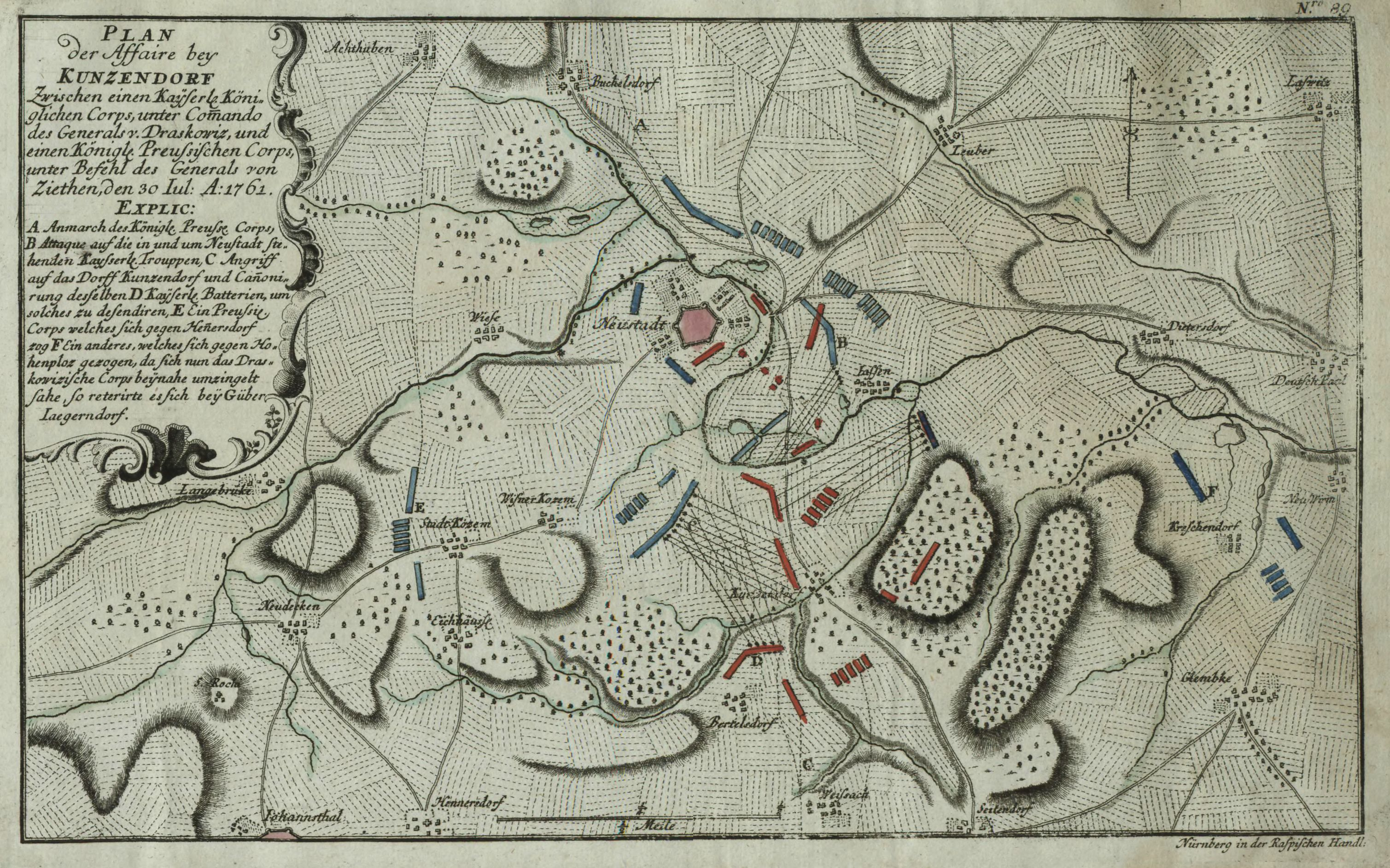
Mapa ilustrująca bitwę pod Trzebiną

Do 1742 wieś należała do powiatu sądowego prudnickiego w Monarchii Habsburgów. Po I wojnie śląskiej znalazła się w granicach Królestwa Prus i weszła w skład powiatu prudnickiego w prowincji Śląsk. 30 lipca 1761, podczas wojny siedmioletniej, pod Trzebiną doszło do bitwy pomiędzy wojskami austriackimi i pruskimi. Prusacy, dowodzeni przez generała Zietena, podeszli od strony Niemysłowic i zaatakowali Trzebinę ostrzałem armatnim. Druga część wojsk pruskich ruszyła w kierunku Trzebiny z Chocimia. Austriacy, pod dowództwem generała Draskowitza, wycofali się w kierunku Karniowa.

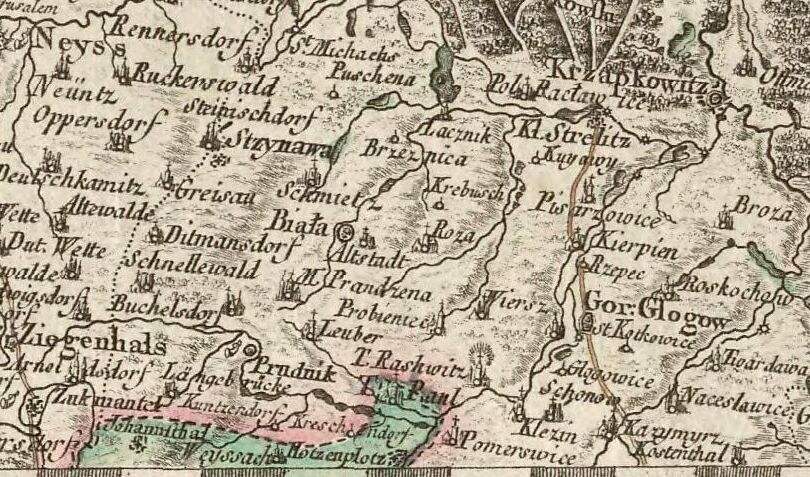
Trzebina (Kuntzendorf) wśród miejscowości ziemi prudnickiej na polskojęzycznej mapie z 1772

W 1809 na terenie parku krajobrazowego przy rezydencji w Trzebinie odkryto źródła wód mineralnych i utworzono w niej uzdrowisko z zakładem kąpielowym. Wieś była własnością zakonną do 1810, kiedy to doszło do sekularyzacji majątków klasztornych na terytorium ówczesnego Królestwa Pruskiego. Dwa lata później, w 1812, król Fryderyk Wilhelm III Pruski przekazał Trzebinę marszałkowi Gebhardowi Leberechtowi von Blücher. W listopadzie tego samego roku, Blücher wydzierżawił Trzebinę, Miłowice, Wierzbiec i Włóczno Jerzemu Hübnerowi. Swoje posiadłości, wraz z Trzebiną, sprzedał w 1817 Franzowi Hübnerowi. W Trzebinie, oprócz Blüchera, przebywała również jego małżonka Katarzyna Amelia z domu Colomb, córka Fryderyka i bratanica von Gaudi.
Według spisu ludności z 1 grudnia 1910, na 1463 mieszkańców Trzebiny 1440 posługiwało się językiem niemieckim, 20 językiem polskim, 1 innym językiem, a 2 było dwujęzycznych. W 1921 w zasięgu plebiscytu na Górnym Śląsku znalazła się tylko część powiatu prudnickiego. Trzebina znalazła się po stronie zachodniej, poza terenem plebiscytowym.

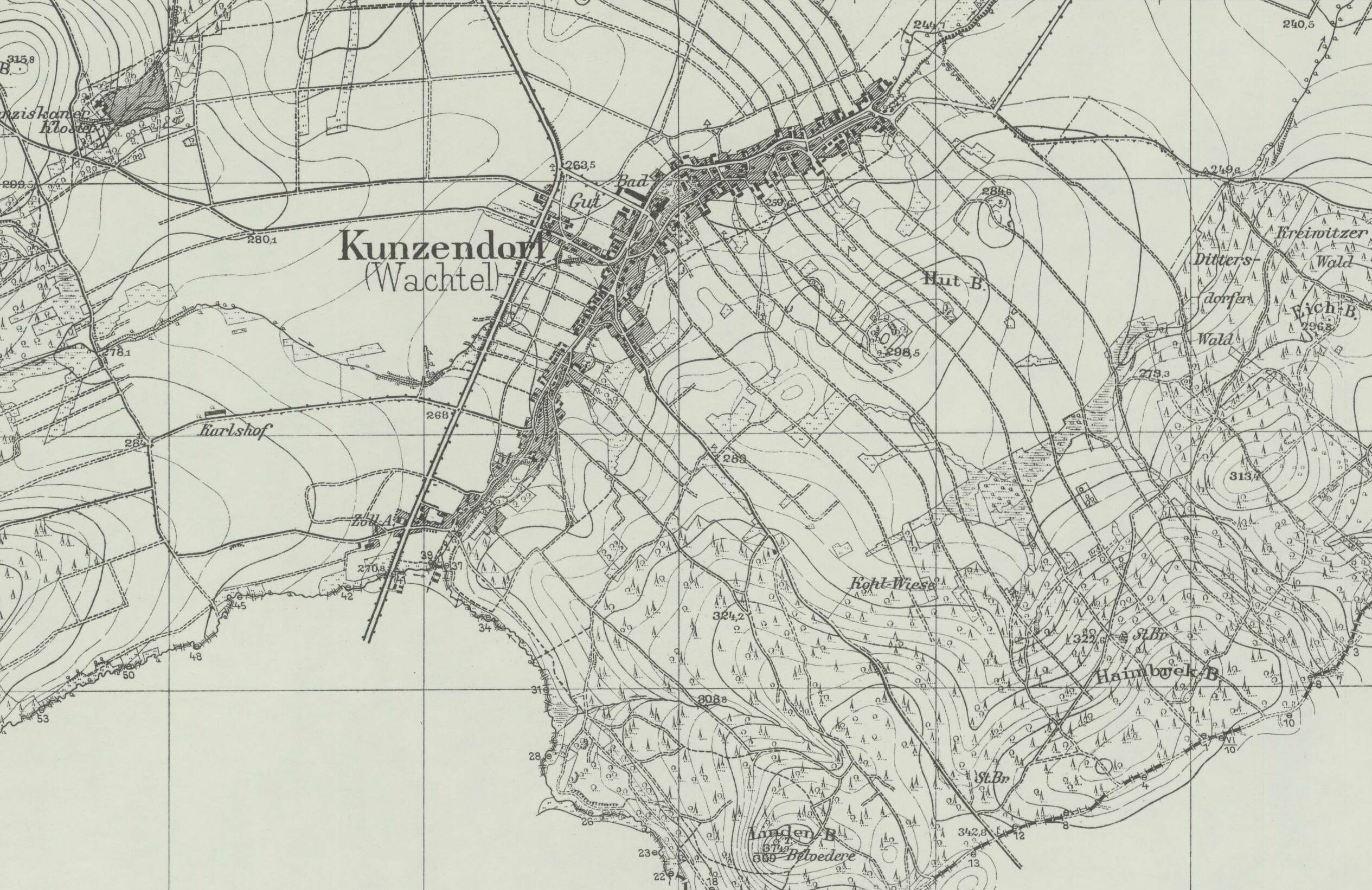
Trzebina na mapie z 1936

7 października 1938 przez przejście graniczne w Trzebinie przejeżdżali m.in. Adolf Hitler i feldmarszałek Hermann Göring w ramach wizytacji Kraju Sudetów po układzie monachijskim. Podczas II wojny światowej w sanatorium w Trzebinie zakwaterowano oddział Wehrmachtu. W budynkach wypoczynkowych przebywali uchodźcy z Berlina podczas bombardowań miasta. 17 lutego 1945 mieszkańcy Trzebiny zostali ewakuowani przed nadchodzącym frontem w kierunku Czechosłowacji. Po zakończeniu wojny wieś została przejęta przez administrację polską. Osiedlono w niej wówczas część polskich repatriantów z Kresów Wschodnich – z Grabiczy koło Stanisławowa na terenie obecnej Ukrainy. Pozostali niemieccy mieszkańcy, którzy zdecydowali się zostać w Trzebinie, zostali wysiedleni w maju 1946.

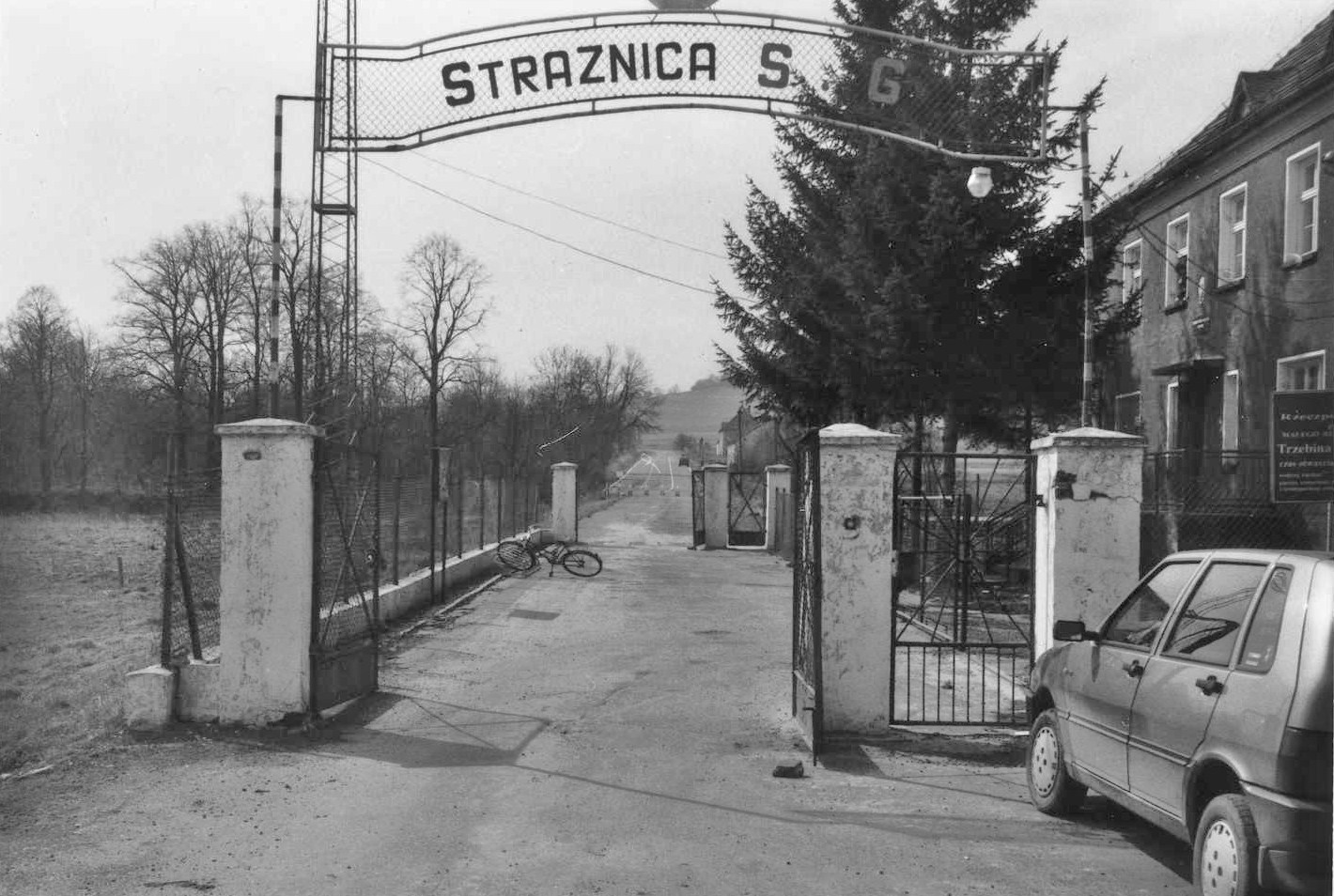
Przejście graniczne mrg Trzebina-Bartultovice (lata 90. XX w.)

W latach 1945–1950 Trzebina należała do województwa śląskiego, a od 1950 do województwa opolskiego. W latach 1945–1954 wieś należała do gminy Lubrza, w latach 1954–1961 była siedzibą gromady Trzebina, a w latach 1961–1972 należała do gromady Lubrza.
W latach 1945–1976 i 1989–1991 stacjonowała tu strażnica Wojsk Ochrony Pogranicza. 16 maja 1991 roku włączona została w struktury Straży Granicznej i funkcjonowała do 1 stycznia 2003 roku, kiedy to została rozformowana. W 1949 we wsi znajdowały się między innymi: szkoła podstawowa prowadzona przez Inspektorat Szkolny w Prudniku, kotlarz, krawiec, piekarz.
Podczas powodzi w lipcu 1997 wylała rzeka Prudnik między Prudnikiem i Trzebiną. Droga do Czech została częściowo zalana, uniemożliwiając dojazd do Trzebiny. W 1997 Trzebina przystąpiła do Programu Odnowy Wsi Opolskiej. Po reformie administracyjnej w 1999 mieszkańcy Trzebiny zaczęli starać się o odłączenie wsi od gminy Lubrza i przyłączenie do gminy Prudnik, jako powody podając „względy geograficzne, funkcjonalne i gospodarcze”. W maju 2001 Rada Miejska w Prudniku poprzez uchwałę zaakceptowała starania mieszkańców Pokrzywnej, Jarnołtówka i Trzebiny, a Rada Powiatu Prudnickiego przegłosowała uchwałę o niezajmowaniu stanowiska w tej sprawie. W czerwcu 2001 odbyły się w tej sprawie konsultacje społeczne, polegające na głosowaniu mieszkańców całej gminy Lubrza. W głosowaniu wzięło udział 1139 mieszkańców gminy, z czego za odłączeniem Trzebiny opowiedziało się 385 (33,80%), a przeciwko 708 (62,16%) osób. Sami mieszkańcy Trzebiny oddali 361 głosów, z czego 294 było za, 43 przeciw, 12 wstrzymało się, a 12 oddało nieważne głosy.
6 lipca 2010 w wyremontowanym dawnym budynku bramnym zamku w Trzebinie otworzono Wielokulturową Izbę Regionalną. W sierpniu 2015 rozebrano resztki ruin dawnego budynku sanatoryjnego.
Podczas powodzi we wrześniu 2024 we wsi doszło do podtopień i zalania około 60 posesji. Górny most w pobliżu granicy z Czechami został przerwany. Rwący potok uszkodził chodniki i skrzyżowanie w centrum wsi. Doszło do lokalnych uszkodzeń dróg i poboczy.

### Przynależność państwowa i administracyjna
| Okres     |                                                                                | Państwo                           | Zwierzchnictwo                    | Jednostka administracyjna                                                |
| --------- | ------------------------------------------------------------------------------ | --------------------------------- | --------------------------------- | ------------------------------------------------------------------------ |
| 1362–1382 |                                                                                | Księstwo niemodlińskie            | Księstwo niemodlińskie            |                                                                          |
| 1382–1424 |                                                                                | Księstwo niemodlińsko-strzeleckie | Księstwo niemodlińsko-strzeleckie |                                                                          |
| 1424–1460 |                                                                                | Księstwo głogówecko-prudnickie    | Księstwo głogówecko-prudnickie    |                                                                          |
| 1460–1521 |                                                                                | Księstwo opolskie                 | Księstwo opolskie                 |                                                                          |
| 1521–1532 |                                                                                | Księstwo opolsko-raciborskie      | Księstwo opolsko-raciborskie      | księstwo opolskie                                                        |
| 1532–1742 | Monarchia Habsburgów                                                           | Monarchia Habsburgów              | Święte Cesarstwo Rzymskie         | księstwo opolsko-raciborskie, powiat sądowy prudnicki                    |
| 1742–1806 |                                                                                | Królestwo Prus                    | Święte Cesarstwo Rzymskie         | kamera wrocławska, departament wrocławski, powiat prudnicki              |
| 1806–1815 |                                                                                | Królestwo Prus                    | Królestwo Prus                    | kamera wrocławska, departament wrocławski, powiat prudnicki              |
| 1815–1871 | prowincja Śląsk, rejencja opolska, powiat prudnicki                            | Królestwo Prus                    | Królestwo Prus                    |                                                                          |
| 1871–1918 | Cesarstwo Niemieckie                                                           | Cesarstwo Niemieckie              | Cesarstwo Niemieckie              | Królestwo Prus, prowincja Śląsk, rejencja opolska, powiat prudnicki      |
| 1918–1919 |                                                                                | Republika Weimarska               | Republika Weimarska               | Wolne Państwo Prusy, prowincja Śląsk, rejencja opolska, powiat prudnicki |
| 1919–1933 | Wolne Państwo Prusy, prowincja Górny Śląsk, rejencja opolska, powiat prudnicki | Republika Weimarska               | Republika Weimarska               |                                                                          |
| 1933–1938 | Wolne Państwo Prusy, prowincja Górny Śląsk, rejencja opolska, powiat prudnicki | III Rzesza                        | III Rzesza                        | III Rzesza                                                               |
| 1938–1941 | Wolne Państwo Prusy, prowincja Śląsk, rejencja opolska, powiat prudnicki       | III Rzesza                        | III Rzesza                        | III Rzesza                                                               |
| 1941–1945 | Wolne Państwo Prusy, prowincja Górny Śląsk, rejencja opolska, powiat prudnicki | III Rzesza                        | III Rzesza                        | III Rzesza                                                               |
| 1945–1946 |                                                                                | Rzeczpospolita Polska             | Rzeczpospolita Polska             | Okręg I (Śląsk Opolski)                                                  |
| 1946–1950 | województwo śląskie, powiat prudnicki, gmina Lubrza                            | Rzeczpospolita Polska             | Rzeczpospolita Polska             |                                                                          |
| 1950–1952 | województwo opolskie, powiat prudnicki, gmina Lubrza                           | Rzeczpospolita Polska             | Rzeczpospolita Polska             |                                                                          |
| 1952–1954 | województwo opolskie, powiat prudnicki, gmina Lubrza                           |                                   | Polska Rzeczpospolita Ludowa      | Polska Rzeczpospolita Ludowa                                             |
| 1954–1961 | województwo opolskie, powiat prudnicki, gromada Trzebina                       |                                   | Polska Rzeczpospolita Ludowa      | Polska Rzeczpospolita Ludowa                                             |
| 1961–1973 | województwo opolskie, powiat prudnicki, gromada Lubrza                         |                                   | Polska Rzeczpospolita Ludowa      | Polska Rzeczpospolita Ludowa                                             |
| 1973–1975 | województwo opolskie, powiat prudnicki, gmina Lubrza                           |                                   | Polska Rzeczpospolita Ludowa      | Polska Rzeczpospolita Ludowa                                             |
| 1975–1989 | województwo opolskie, gmina Lubrza                                             |                                   | Polska Rzeczpospolita Ludowa      | Polska Rzeczpospolita Ludowa                                             |
| 1989–1998 | województwo opolskie, gmina Lubrza                                             | Polska                            | Rzeczpospolita Polska             | Rzeczpospolita Polska                                                    |
| od 1999   | województwo opolskie, powiat prudnicki, gmina Lubrza                           | Polska                            | Rzeczpospolita Polska             | Rzeczpospolita Polska                                                    |

## Mieszkańcy
Miejscowość zamieszkiwana jest przez ludność napływową, przybyłą na Śląsk z Kresów Wschodnich po 1945 w wyniku przymusowych przesiedleń ludności polskiej.

### Liczba mieszkańców wsi
- 1871 – 1351[42]
- 1885 – 1411[43]
- 1905 – 1434[44]
- 1933 – 1367[45]
- 1939 – 1371[45]
- 1950 – 964[46]
- 1960 – 1082[46]
- 1966 – 999[47]
- 1970 – 990[46]
- 1978 – 904[46]
- 1985 – 891[46]
- 1998 – 843[48]
- 2002 – 817[48]
- 2009 – 794[48]
- 2011 – 792[48]
- 2013 – 800[49]
- 2021 – 791[48]

## Zabytki
Do wojewódzkiego rejestru zabytków wpisane są:
- kościół par. pw. Wniebowzięcia Najśw. Marii Panny, z XV w., XVII w., 1726 r., wypisany z księgi rejestru
- kapliczka przy domu nr 115, XVIII w. (wypis z księgi rejestru)
- kapliczka przy domu nr 128, z XVIII w.
- kapliczka przy domu nr 150, XVIII w. (wypis z księgi rejestru)
- figura św. Jana Nepomucena, (wypis z księgi rejestru)
- zespół zamkowy:
  - ruina zamku, z XVII w., XIX w., wypisane z księgi rejestru
  - budynek bramny z murem obwodowym, obecnie spichlerz, z pocz. XVII w.
  - kapliczka, z XVIII w.
  - park, z XIX w.

Zgodnie z gminną ewidencją zabytków w Trzebinie chronione są ponadto:
- układ ruralistyczny, z 2 poł. XIV w.
- szkoła, ob. dom mieszkalny, nr 2, z pocz. XX w.
- budynek mieszkalny nr 109, z pocz. XX w.
- budynek mieszkalny nr 112, z pocz. XX w.
- kapliczka, nr 127, z 1905 r.
- budynek mieszkalny nr 133, z 1 ćw. XX w.
- budynek mieszkalny nr 135, z l. 30. XX w.
- budynek mieszkalny nr 137, z XIX/XX w.
- budynek mieszkalny nr 138, z 1 ćw. XX w.
- budynek gospodarczy nr 138, z pocz. XX w.
- budynek mieszkalny nr 140a, z 1 ćw. XX w.
- budynek mieszkalno-gospodarczy nr 167, z 1 ćw. XX w.
- budynek mieszkalno-gospodarczy, d. wycug, nr 169a, z 4 ćw. XIX w.
- budynek mieszkalno-gospodarczy nr 169, z 1904 r.
- dom mieszkalny nr 175, z 4 ćw. XIX w.
- budynek gospodarczy nr 175, z 4 ćw. XIX w.
- budynek mieszkalny, d. gospodarczo-produkcyjny, nr 199a, z XIX/XX w.
- dom mieszkalny nr 208, z l. 30. XX w.
- cmentarz w zespole kościoła, z 2 poł. XIX w.
- kaplica cmentarna w zespole kościoła, z kon. XIX w.
- mur w zespole kościoła, z XV–XVI w.

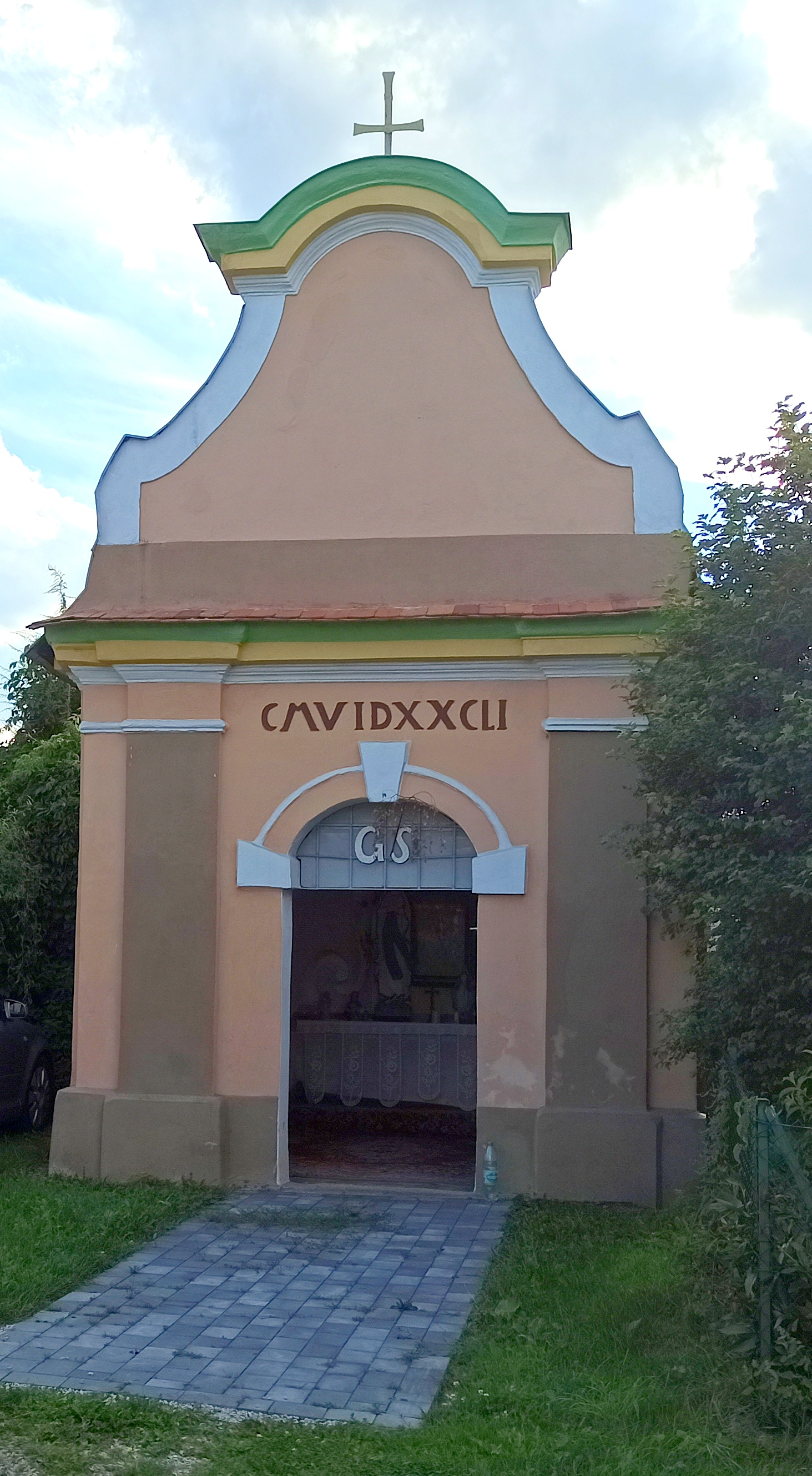
Kapliczka przy domu nr 115
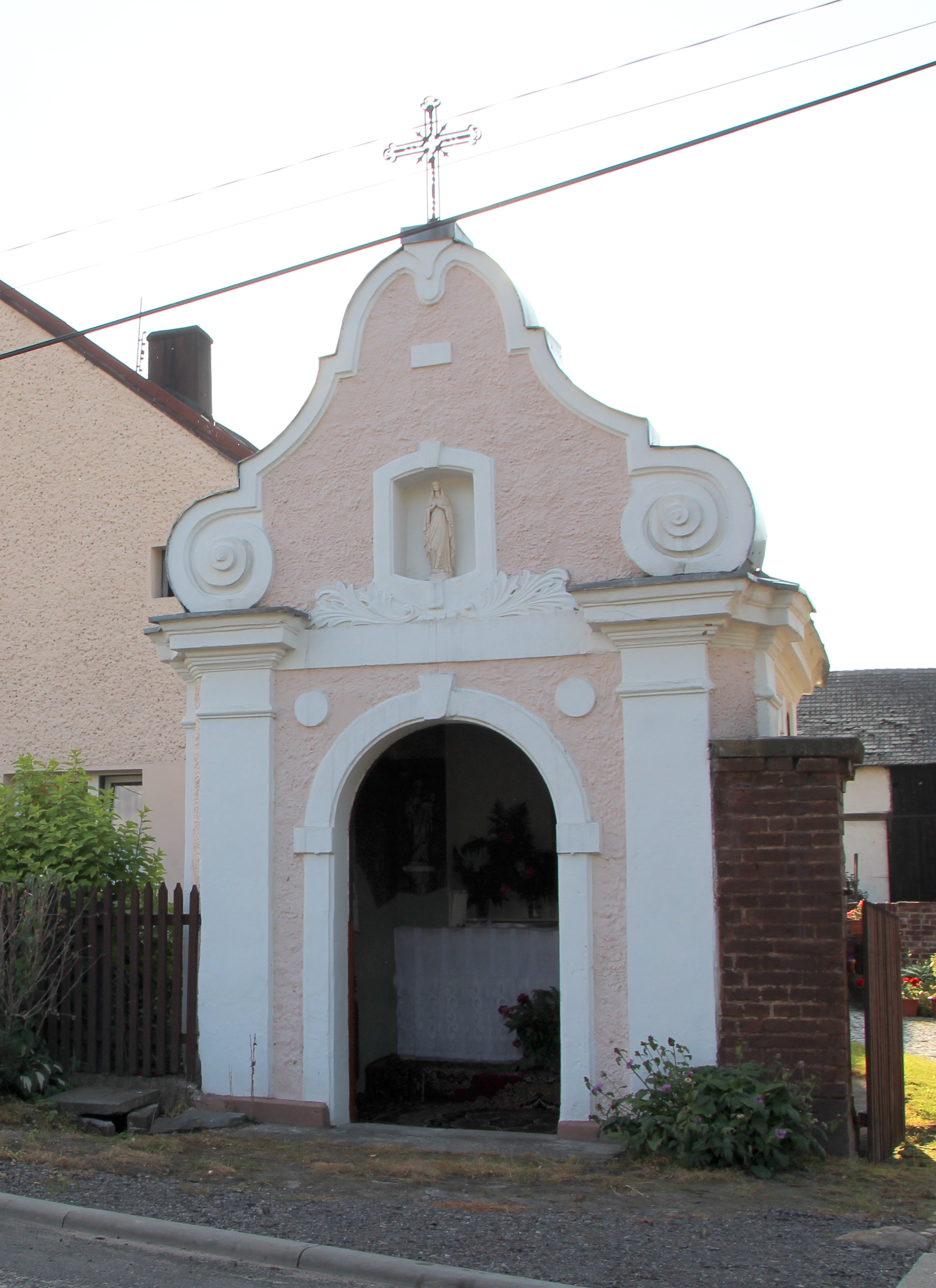
Kapliczka przy domu nr 128
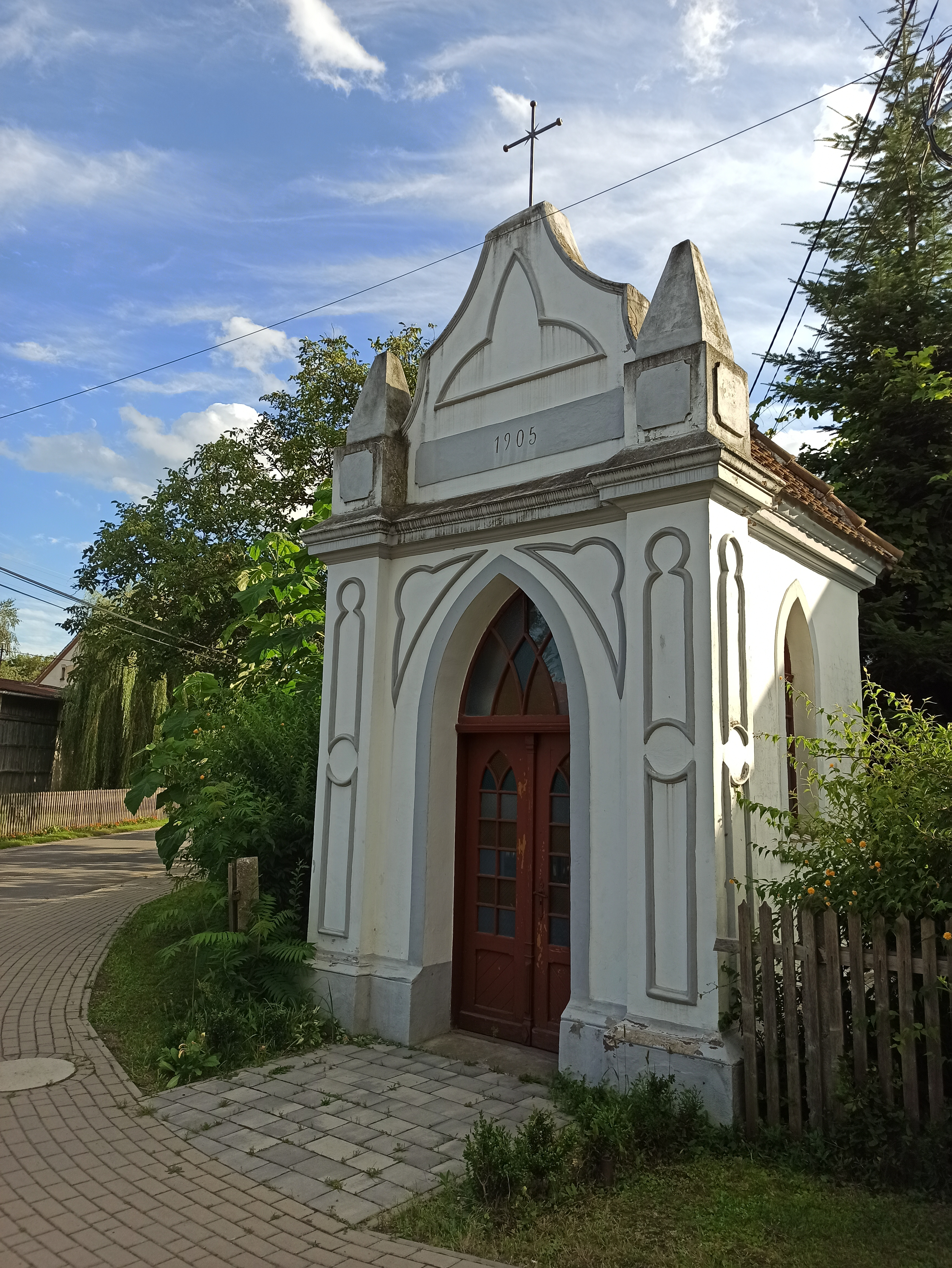
Kapliczka przy domu nr 128
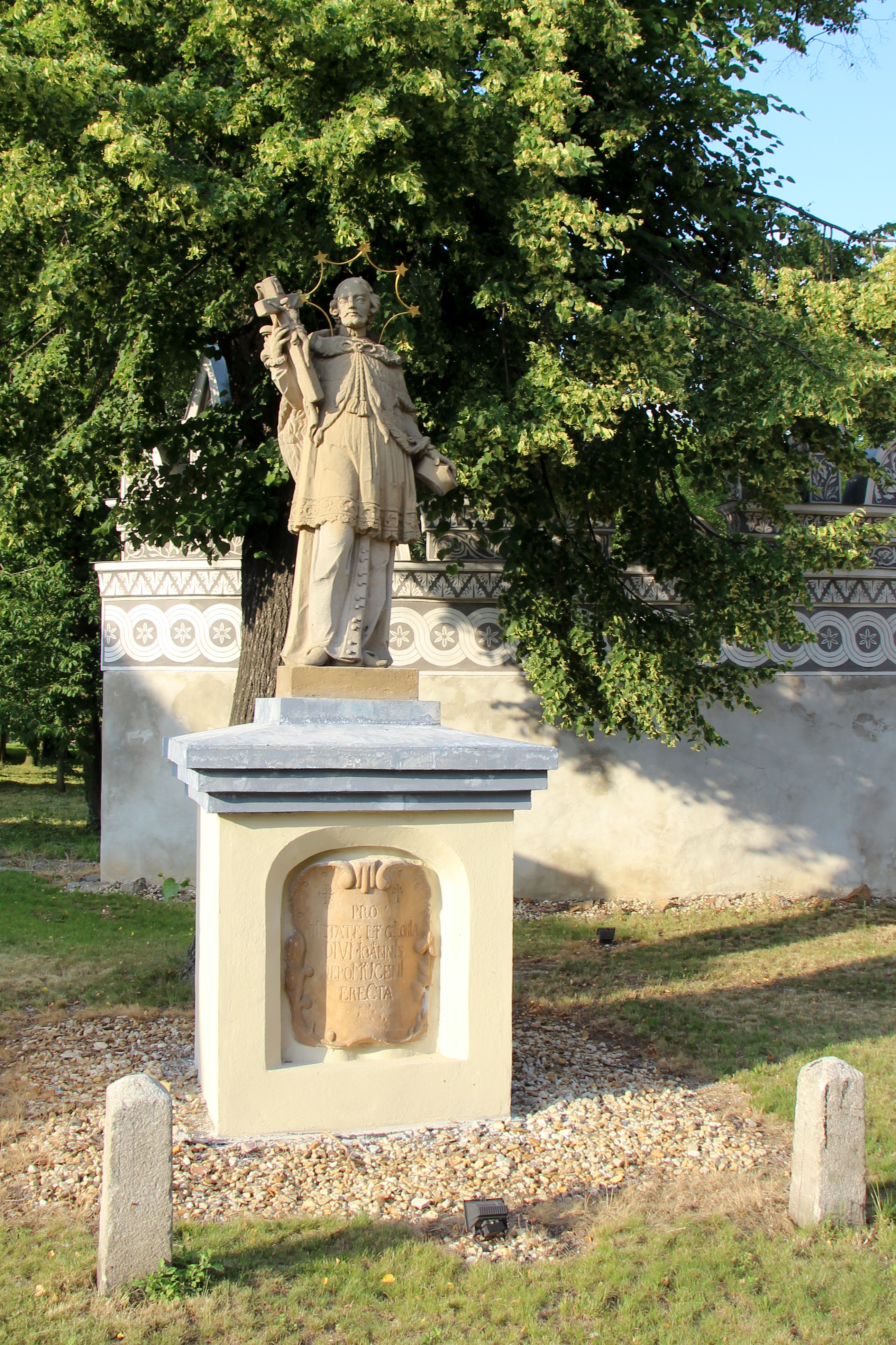
Figura św. Jana Nepomucena
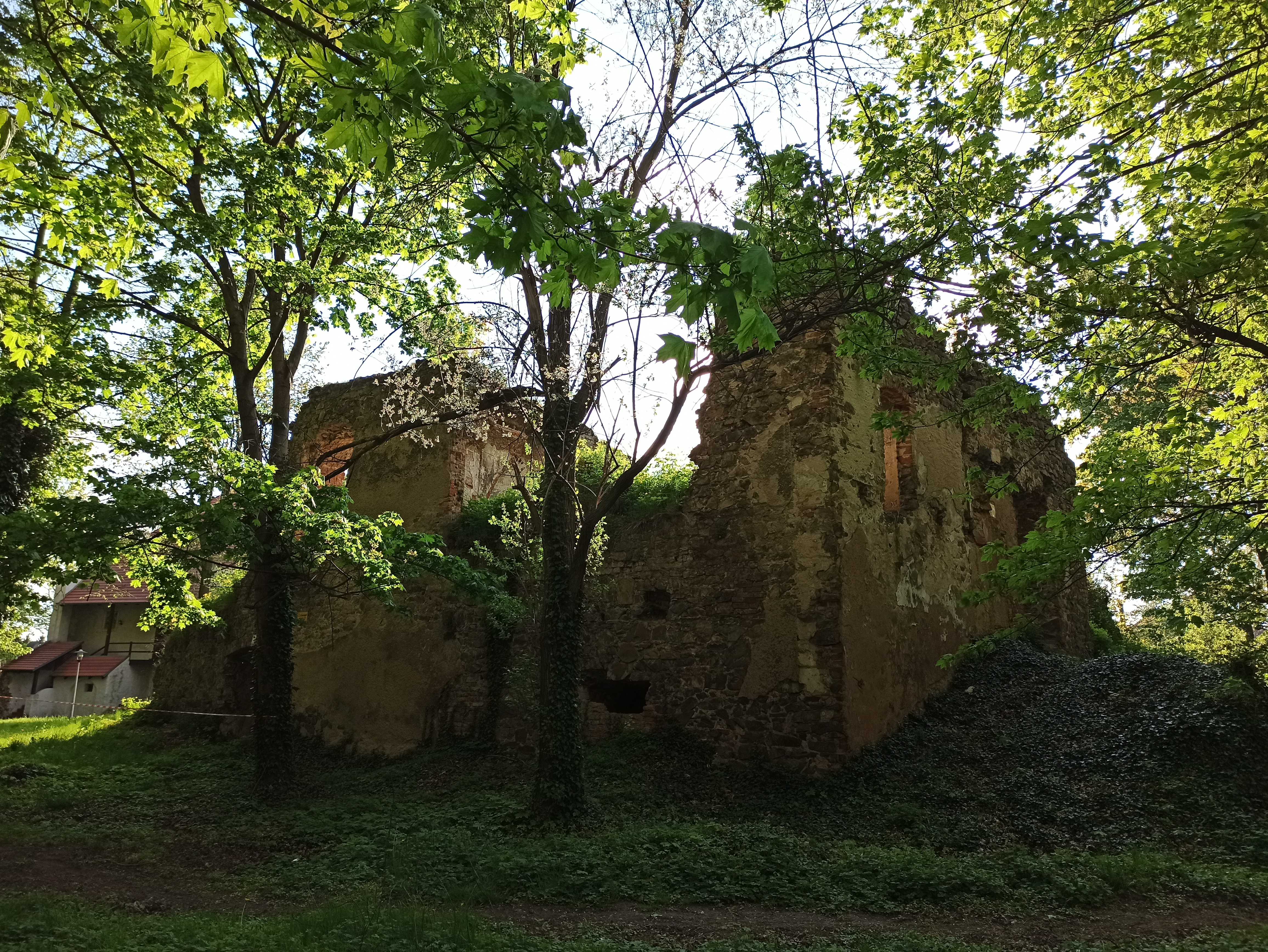
Ruina zamku
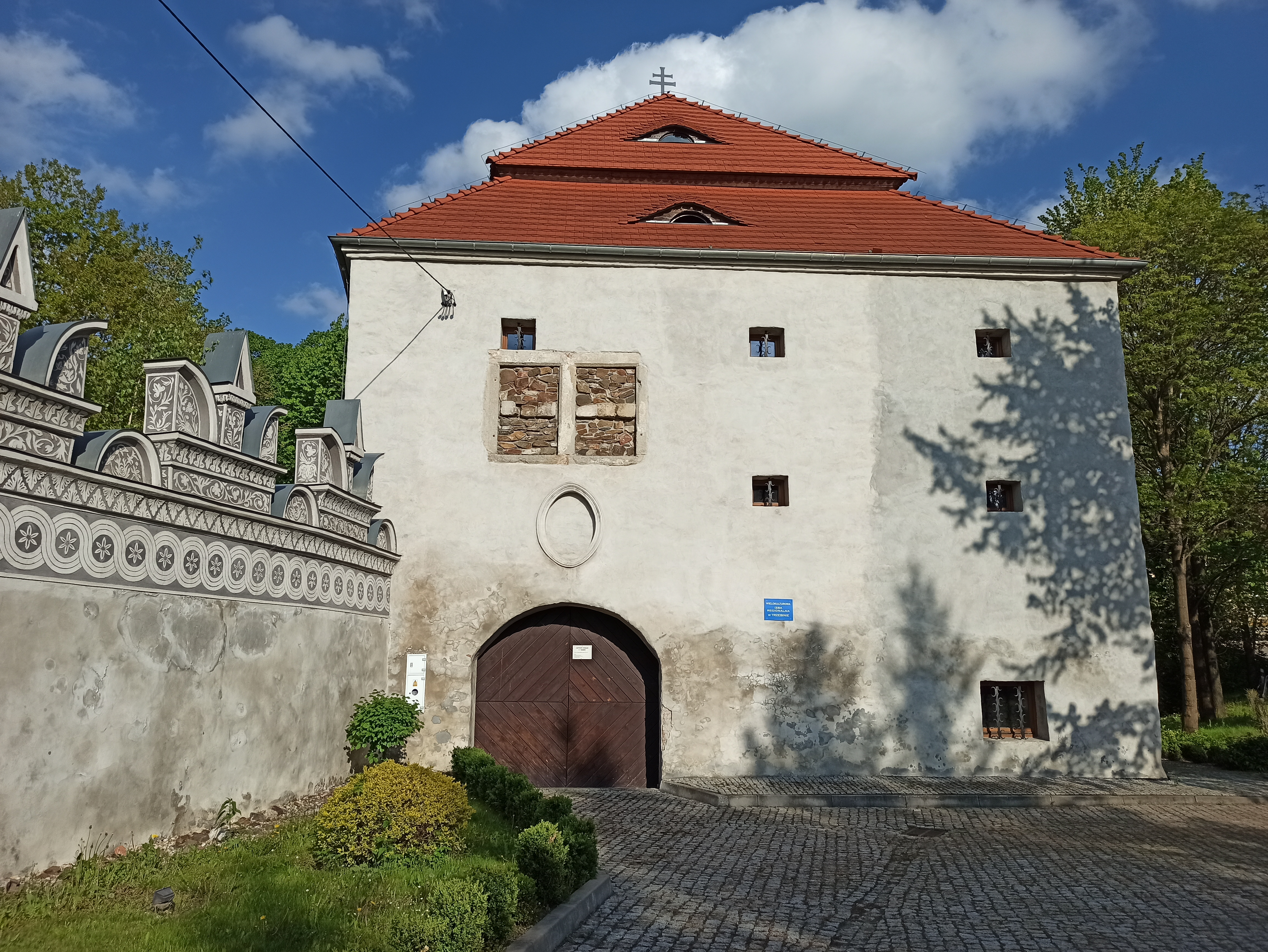
Budynek bramny
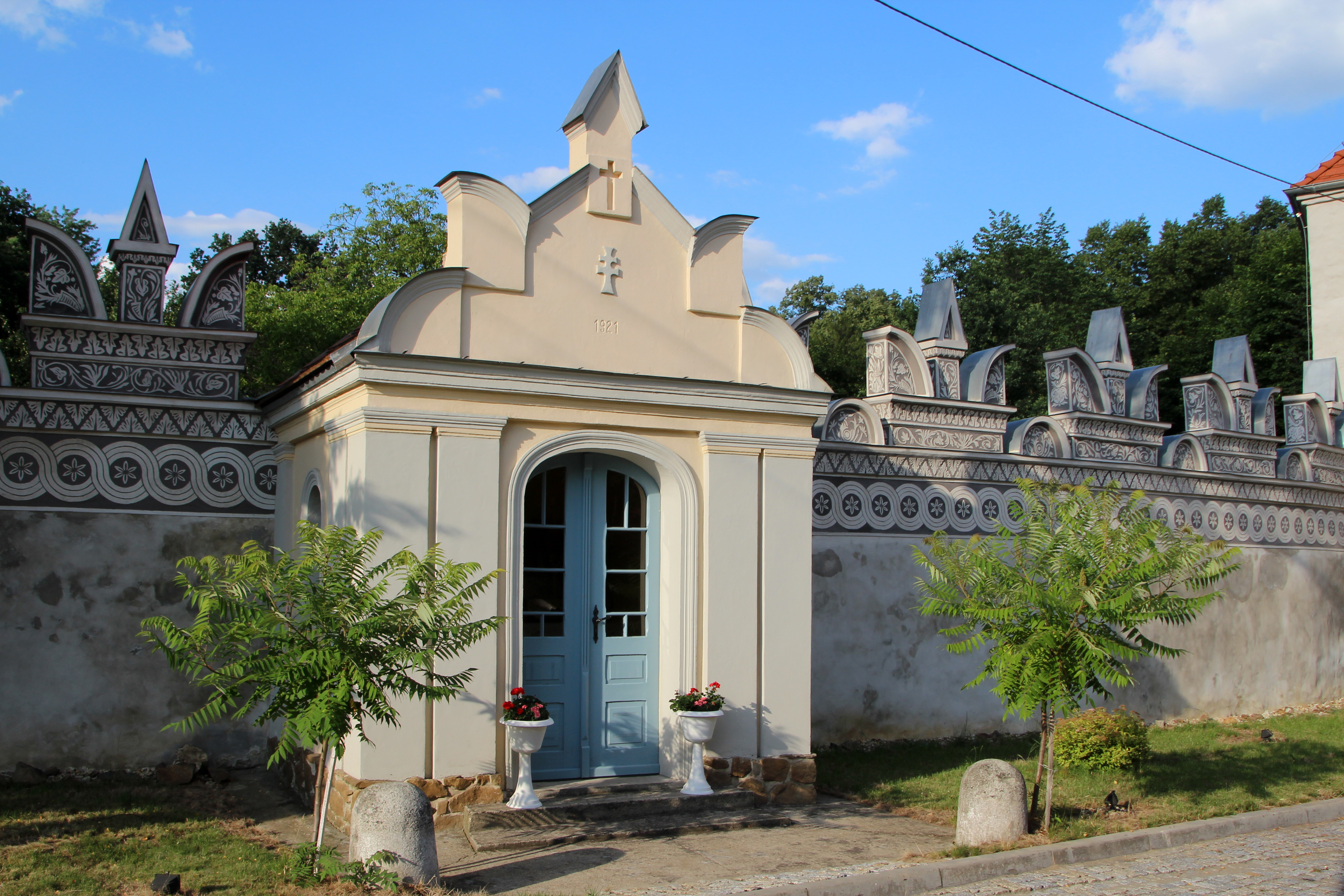
Kapliczka przy murze zamkowym
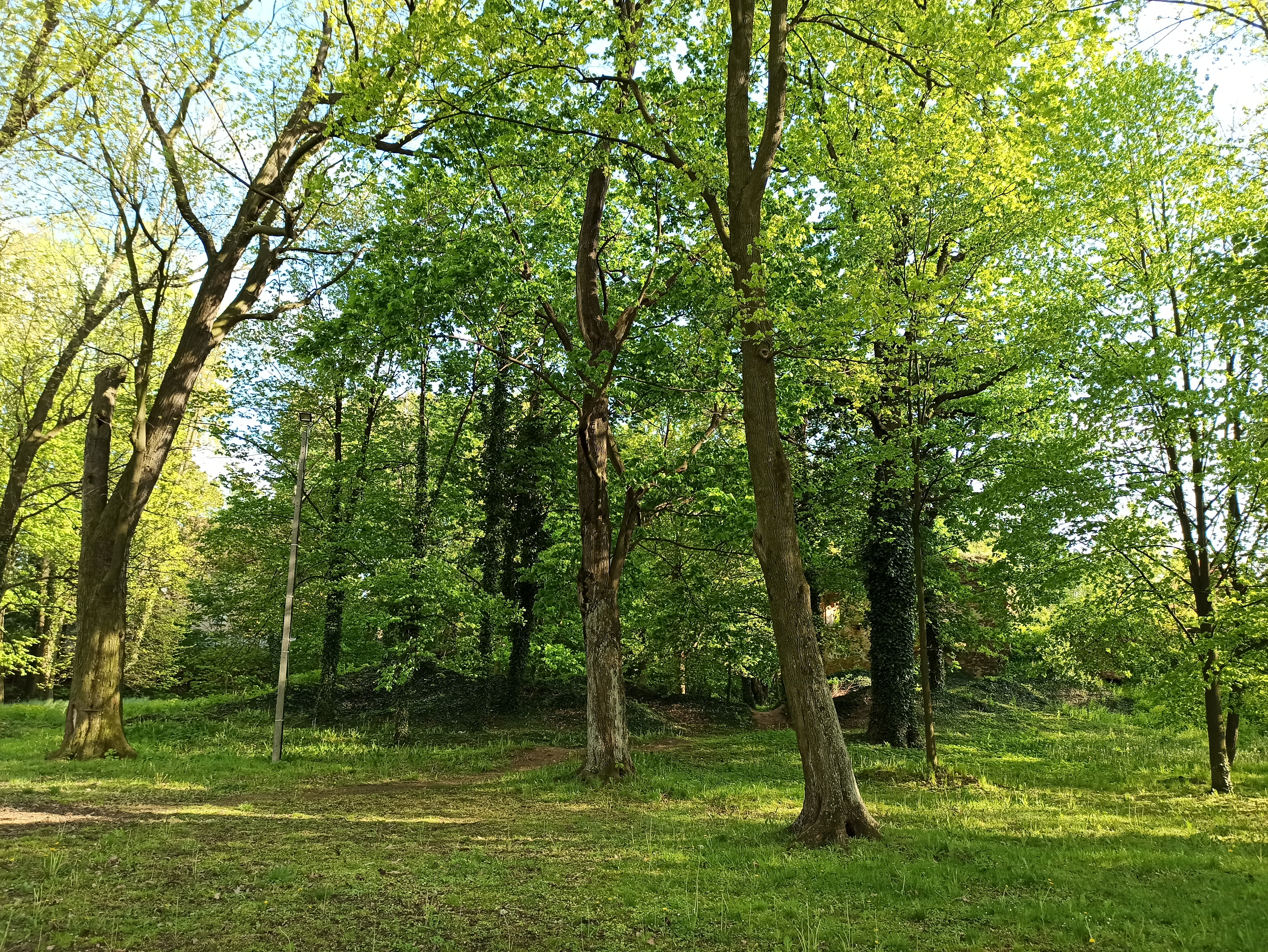
Park
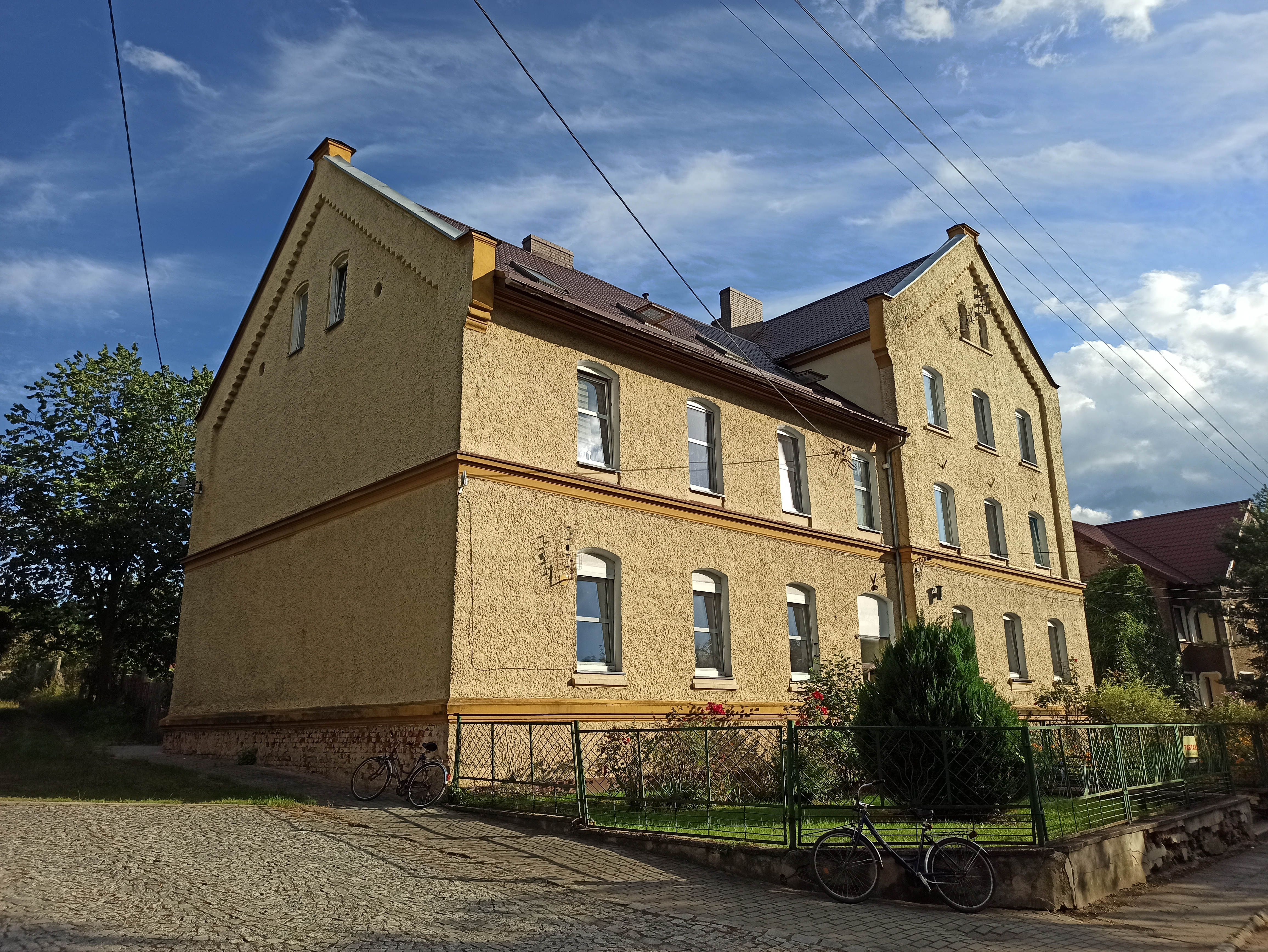
Dom nr 2

## Gospodarka
W Trzebinie siedzibę ma firma FHU Anagmira, zrzeszona w Cechu Rzemieślników i Przedsiębiorców w Prudniku.

## Transport

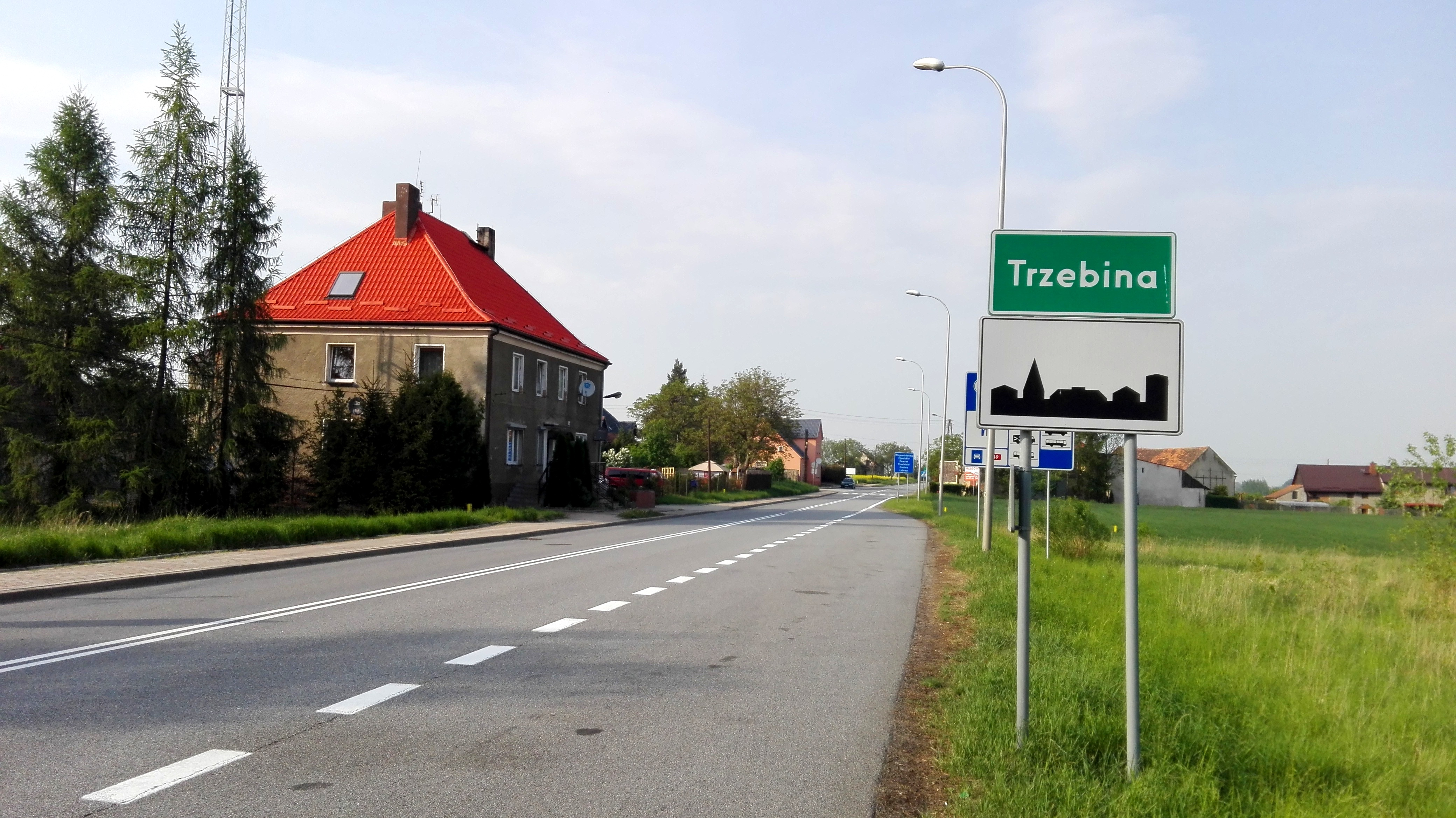
Wjazd do Trzebiny od strony Czech (DK41)

### Transport drogowy
Przez Trzebinę przebiega droga krajowa
- Nysa – Prudnik – granica z Czechami w Trzebinie

W zarządzie Wydziału Drogownictwa Starostwa Powiatowego w Prudniku znajdują się drogi powiatowe: nr 1257O relacji Trzebina – Prudnik (droga przez las) – Dębowiec oraz nr 1615O relacji Trzebina – Skrzypiec – Dytmarów – Krzyżkowice – granica z Czechami.

### Transport autobusowy
Trzebina posiada połączenia autobusowe z Lubrzą, Prudnikiem. We wsi znajdują się dwa przystanki autobusowe – „Trzebina”, „Granica”.
Transport autobusowy w Trzebinie obsługiwany był przez PKS Prudnik. W 2004 prudnicki PKS został sprywatyzowany z udziałem Connex Polska. W 2008, w wyniku połączenia spółek PKS Connex Prudnik i PKS Connex Kędzierzyn-Koźle, utworzona została spółka Veolia Transport Opolszczyzna, w 2013 przejęta przez Arriva Bus Transport Polska. W 2019 Arriva wycofała się z Prudnika. Wówczas organizacją przewozów pasażerskich w Trzebinie i okolicy zajęły się ościenne PKS-y. W grudniu 2021 powołano Powiatowo-Gminny Związek Transportu „Pogranicze”, mający na celu poprawę jakości transportu.

### Przejście graniczne
Do 21 grudnia 2007 roku funkcjonowało przejście graniczne Trzebina-Bartultovice, które to na mocy układu z Schengen zostało zlikwidowane.

## Nawiązania i odniesienia w kulturze
Związki Trzebiny z generałem Blücherem i poetą Theodorem Körnerem zostały opisane w powieści Lato umarłych snów autorstwa niemieckiego pisarza Harry’ego Thürka, przedstawiającej sytuację Niemców w Prudniku tuż po II wojnie światowej.

## Religia
W Trzebinie znajduje się katolicki kościół Wniebowzięcia Najświętszej Maryi Panny, który jest siedzibą parafii Wniebowzięcia Najświętszej Maryi Panny (dekanat Prudnik).

## Sport
We wsi funkcjonuje klub rekreacyjno-sportowy LZS Trzebina. Klub bierze udział m.in. w zawodach nordic walking, imprezach narciarskich, spływach kajakowych, wyjazdach rowerowych i wydarzeniach turystycznych. W przeszłości klub posiadał sekcję piłkarską. W 2005, z okazji 60. rocznicy istnienia Podokręgu Związku Piłki Nożnej w Prudniku, klub otrzymał pamiątkowy puchar.

## Turystyka
Oddział PTTK „Sudetów Wschodnich” w Prudniku ustanowił turystyczną Odznakę Krajoznawczą Ziemi Prudnickiej, którą zdobywa się poprzez zwiedzenie odpowiedniej liczby obiektów w miejscowościach położonych na ziemi prudnickiej, w tym w Trzebinie.
13 i 16 lipca 2010, w ramach organizowanego w Prudniku VI Europejskiego Tygodnia Turystyki Rowerowej, w którym wzięli udział rowerzyści z całej Europy, przez Trzebinę prowadziły trasy „Dzień Czeski” i „Szlakiem pogranicza polsko-czeskiego”.

### Szlaki turystyczne
Przez Trzebinę prowadzą szlaki turystyczne:
- Prudnik – Wieszczyna – Trzebina (19,5 km): Prudnik (stacja kolejowa) – Łąka Prudnicka – Trupina – Wieszczyna – Trzebina
- Szlak Historyczny Lasów Królewskiego Miasta Prudnik (17,5 km): Park Miejski w Prudniku – stare dęby w Prudniku – Kapliczna Góra – Kobylica – Dębowiec – rozdroże pod Trzebiną – sanktuarium św. Józefa w Prudniku-Lesie – Prudnik-Lipy – Park Miejski w Prudniku

### Szlaki rowerowe
Przez Trzebinę prowadzą szlaki rowerowe:
- Wokół Lasu Prudnickiego – Pętla II (13,5 km): Prudnik – sanktuarium św. Józefa w Prudniku-Lesie – rozdroże pod Trzebiną – Dębowiec – Prudnik
- Trasa rowerowa PTTK nr 266-z: Lubrza – Olszynka – Laskowice – Dytmarów-Stacja – Dytmarów – Krzyżkowice – góra Kłobuczek – Trzebina – Prudnik-Las – Trzebina – Skrzypiec – Jasiona – Lubrza

## Bezpieczeństwo

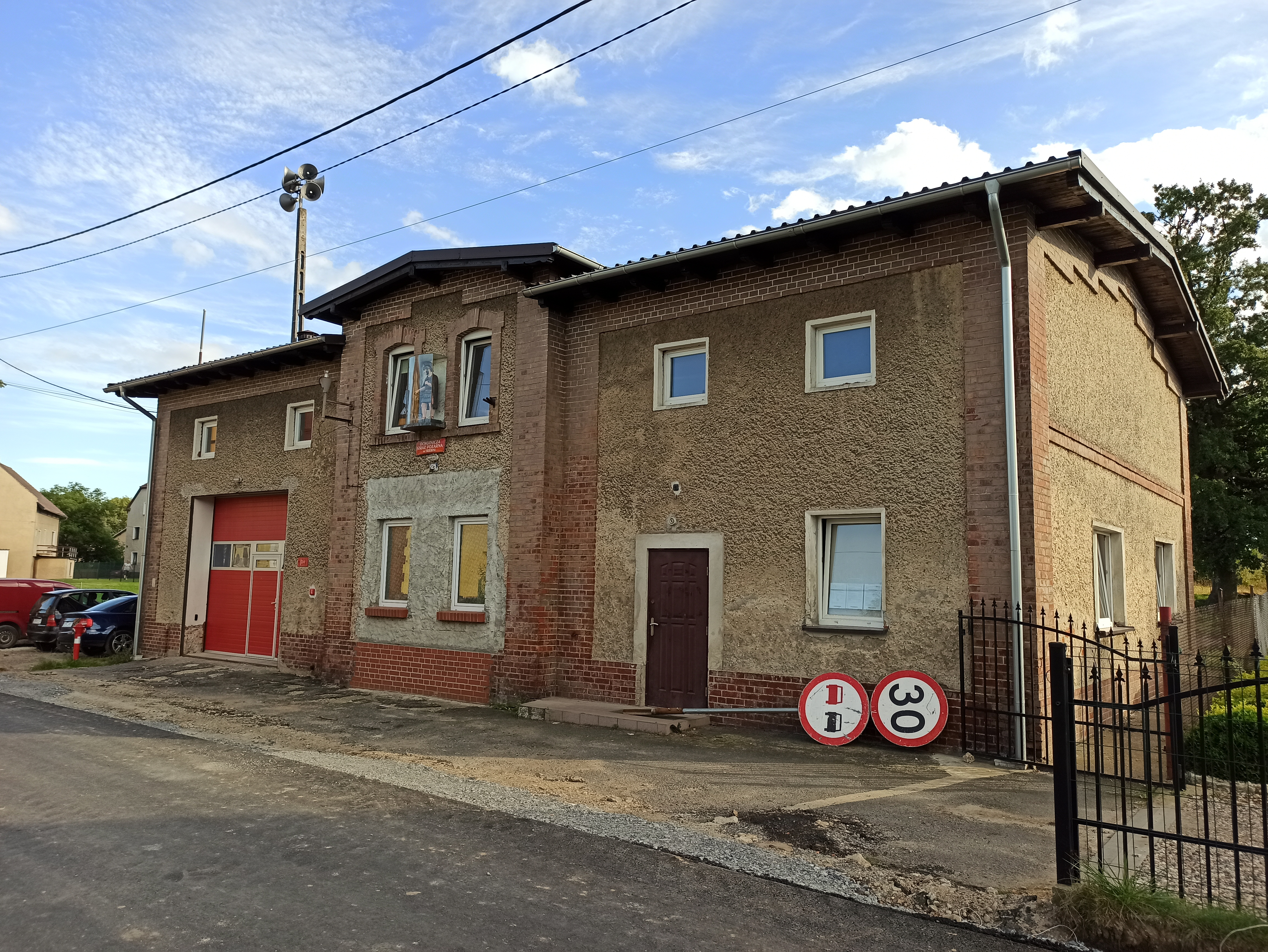
Remiza OSP Trzebina

W zakresie ochrony przeciwpożarowej oraz innych miejscowych zagrożeń w Trzebinie działa jednostka Ochotniczej Straży Pożarnej.
Miejscowość jest pod opieką dzielnicowego rejonu służbowego nr 8 Komendy Powiatowej Policji w Prudniku.
Teren wsi, jak i całej gminy Lubrza, położony jest w strefie nadgranicznej w związku z czym Straż Graniczna dysponuje, na tym obszarze, specjalnymi kompetencjami w zakresie bezpieczeństwa. Gminę Lubrza obejmuje zasięgiem służbowym placówka Straży Granicznej w Opolu ze Śląskiego Oddziału SG.

## Ludzie związani z Trzebiną
- Gebhard Leberecht von Blücher (1742–1819) – feldmarszałek Królestwa Prus, zamieszkały w Trzebinie
- Edward Chrostek (1936–2014) – poseł na Sejm PRL, prezydent Świętochłowic, zamieszkały w Trzebinie